# Bruno Munari
Bruno Munari (Milano, 24 ottobre 1907 – Milano, 29 settembre 1998) è stato un artista, designer e scrittore italiano.
Assieme allo spaziale Lucio Fontana, Bruno Munari si afferma sulla scena milanese degli anni cinquanta-sessanta; sono gli anni del boom economico in cui nasce la figura dell'artista operatore-visivo che diventa consulente aziendale e che contribuisce attivamente alla rinascita industriale italiana del dopoguerra.
Munari partecipa giovanissimo al Futurismo, dal quale si distacca con senso di levità ed umorismo, inventando la macchina aerea (1930), primo mobile nella storia dell'arte, e le macchine inutili (1933). Nel 1948 fonda il MAC (Movimento Arte Concreta) assieme a Gillo Dorfles, Gianni Monnet e Atanasio Soldati. Questo movimento funge da coalizzatore delle istanze astrattiste italiane prospettando una sintesi delle arti, in grado di affiancare alla pittura tradizionale nuovi strumenti di comunicazione ed in grado di dimostrare agli industriali e agli artisti la possibilità di una convergenza tra arte e tecnica. Nel 1947 realizza Concavo-convesso, una delle prime installazioni nella storia dell'arte, quasi coeva, benché precedente, all'ambiente nero che Lucio Fontana presenta nel 1949 alla Galleria Naviglio di Milano. È il segno evidente che è ormai matura la problematica di un'arte che si fa ambiente e in cui il fruitore è sollecitato, non solo mentalmente, ma in modo ormai multi-sensoriale.
Nel 1950 realizza la pittura proiettata attraverso composizioni astratte racchiuse tra i vetrini delle diapositive e scompone la luce grazie all'uso del filtro Polaroid realizzando nel 1952 la pittura polarizzata, che presenta al MoMA nel 1954 con la mostra Munari's Slides. È considerato uno dei protagonisti dell'arte programmata e cinetica, ma sfugge per la molteplicità delle sue attività e per la sua grande ed intensa creatività ad ogni definizione, ad ogni catalogazione, con un'arte assai raffinata.

## Biografia
(Bruno Munari, Verbale scritto, 1992)
Nato a Milano da Pia Cavicchioni, ricamatrice di ventagli, ed Enrico Munari, capocameriere nativo di Badia Polesine, Bruno Munari passò l'infanzia e l'adolescenza nella paterna Badia Polesine, dove i suoi genitori si erano trasferiti per gestire un albergo. Nel 1925 tornò a Milano per lavorare in alcuni studi professionali di grafica. Nel 1927 cominciò a frequentare Marinetti e il movimento futurista, esponendo con loro in varie mostre. Nel 1929 Munari aprì uno studio di grafica e pubblicità, di decorazione, fotografia e allestimenti insieme a Riccardo Castagnedi, un altro artista del gruppo futurista milanese, firmando i lavori con la sigla R + M almeno fino al 1937.
Nel 1930 realizzò quello che può essere considerato uno dei primi mobile della storia dell'arte, noto con il nome di macchina aerea e che Munari ripropose nel 1972 in un multiplo a tiratura 10 esemplari per le edizioni Danese di Milano.

Nel 1933 proseguì la ricerca di opere d'arte in movimento con le macchine inutili, oggetti appesi, dove tutti gli elementi sono in rapporto armonico tra loro, per misure, forme, pesi.

Durante un viaggio a Parigi, nel 1933, incontrò Louis Aragon e André Breton.
Nel 1934 sposò Dilma Carnevali.

Dal 1939 al 1945 lavorò come grafico presso l'editore Mondadori, e come art director della rivista Tempo, cominciando contemporaneamente a scrivere libri per l'infanzia, inizialmente pensati per il figlio Alberto. Nel 1948, insieme a Gillo Dorfles, Gianni Monnet, Galliano Mazzon e Atanasio Soldati, fondò il Movimento Arte Concreta.
Negli anni cinquanta le sue ricerche visive lo portano a creare i negativi-positivi, quadri astratti con i quali l'autore lascia libero lo spettatore di scegliere la forma in primo piano da quella di sfondo. Nel 1951 presenta le macchine aritmiche in cui il movimento ripetitivo della macchina viene spezzato dalla casualità mediante interventi umoristici. Sempre degli anni cinquanta sono i libri illeggibili in cui il racconto è puramente visivo. Nel 1954 utilizzando le lenti Polaroid costruisce oggetti d'arte cinetica noti come Polariscopi grazie ai quali è possibile utilizzare il fenomeno della scomposizione della luce a fini estetici. Nel 1953 presenta la ricerca il mare come artigiano recuperando oggetti lavorati dal mare, mentre nel 1955 crea il museo immaginario delle isole Eolie dove nascono le ricostruzioni teoriche di oggetti immaginari, composizioni astratte al limite tra antropologia, humour e fantasia.

Nel 1958 modellando i rebbi delle forchette crea un linguaggio di segni per mezzo di forchette parlanti. Nel 1958 presenta le sculture da viaggio che sono una rivisitazione rivoluzionaria del concetto di scultura, non più monumentale ma da viaggio, a disposizione dei nuovi nomadi del mondo globalizzato di oggi. Nel 1959 crea i fossili del 2000 che con vena umoristica fanno riflettere sull'obsolescenza della tecnologia moderna.
Negli anni sessanta diventano sempre più frequenti i viaggi in Giappone, verso la cui cultura Munari sente un'affinità crescente, trovando precisi riscontri al suo interesse per lo spirito zen, l'asimmetria, il design e l'imballaggio nella tradizione giapponese. Nel 1965 a Tokyo progetta una fontana a 5 gocce che cadono in modo casuale in punti prefissati, generando una intersezione di onde, i cui suoni, raccolti da microfoni posti sott'acqua, vengono riproposti amplificati nella piazza che ospita l'installazione.
Negli anni sessanta si dedica: alle opere seriali con realizzazioni come aconà biconbì, sfere doppie, nove sfere in colonna, tetracono (1961-1965) o flexy (1968); alle sperimentazioni visive con la macchina fotocopiatrice (1964); alle performance con l'azione far vedere l'aria (Como, 1968); alle sperimentazioni cinematografiche con i film i colori della luce (musiche di Luciano Berio), inox, moire (musiche di Pietro Grossi), tempo nel tempo, scacco matto, sulle scale mobili (1963-64). Infatti, insieme a Marcello Piccardo e ai suoi cinque figli a Cardina, sulla collina di Monteolimpino a Como, tra il 1962 e il 1972 ha realizzato pellicole cinematografiche d'avanguardia. Da questa esperienza nasce la "Cineteca di Monteolimpino - Centro internazionale del film di ricerca".

A Cardina, conosciuta anche come "La collina del cinema", Bruno Munari ha vissuto e lavorato a lungo tutte le estati, fino agli ultimi anni della sua vita. La sua abitazione-laboratorio, tuttora esistente e oggi sede dell'Associazione Cardina, era situata proprio in fondo alla strada carrozzabile, in via Conconi, di fronte al ristorante Crotto del Lupo.

Nel libro "La collina del cinema" di Marcello Piccardo (NodoLibri, Como 1992) è riassunta l'esperienza di quegli anni. Nel racconto "Alta tensione" (1991) di Bruno Munari, l'artista espone il suo stretto rapporto con i boschi della collina di Cardina.
Nel 1974 esplora le possibilità frattali della curva che prende il nome del matematico italiano Giuseppe Peano, curva che Munari riempie di colori a scopi puramente estetici.
Nel 1977, a coronamento dell'interesse costante verso il mondo dell'infanzia, crea il primo laboratorio per bambini in un museo, presso la Pinacoteca di Brera a Milano.
Negli anni ottanta e novanta la sua creatività non si esaurisce e realizza diversi cicli di opere: le sculture filipesi (1981), le costruzioni grafiche dei nomi di amici e collezionisti (dal 1982), i rotori (1989), le strutture alta tensione (1990), le grandi sculture in acciaio corten esposte sul lungomare di Napoli, Cesenatico, Riva del Garda, Cantù, gli xeroritratti (1991), gli ideogrammi materici alberi (1993).
Dopo vari e importanti riconoscimenti in onore della sua attività vastissima, Munari realizzò la sua ultima opera pochi mesi prima di morire a 91 anni nella sua città natale.
Il pittore e poeta Tonino Milite fu suo collaboratore e lavorò nel suo studio per anni.
Munari è stato cronologicamente il sesto fra gli otto grandi di Milano tumulati nel Famedio, al Cimitero Monumentale.

### Arti visive
(Bruno Munari, Artista e designer, 1971)
La vulcanica produzione "artistica" in senso stretto di Munari, apparsa in più di 200 mostre personali e 400 mostre collettive, è un pot-pourri di tecniche , metodi e forme.
Negli anni del fascismo, Munari lavorò come grafico nel campo del giornalismo, realizzando le copertine di diverse riviste. Con i futuristi espose alcuni dipinti, ma già nel 1930 crea le prime "macchine inutili" vere opere astratte sviluppate nello spazio che coinvolgono ambiente circostante, dedicandosi a opere via via meno convenzionali, come la "macchina aerea" (1930), la "tavola tattile" (1931), le "macchine inutili" (1933), i collage (1936), il mosaico per la Triennale di Milano (1936), le strutture con elementi oscillanti (1940).
Negli anni quaranta e cinquanta, cominciò a delineare alcune linee guida della sua esplorazione:
- l'arte come ambiente: Munari è tra i primi a ideare e anticipare le installazioni ("Concavo-convesso", 1946) e le videoinstallazioni ("proiezioni dirette", 1950) e "proiezioni a luce polarizzata", 1953)
- l'arte cinetica ("Ora X" del 1945 è probabilmente la prima opera cinetica prodotta in serie nella storia dell'arte)
- l'arte concreta (i "Negativi positivi" a partire dal 1948)
- la luce (le fotografie del 1950, gli esperimenti con luce polarizzata del 1954)
- la natura e il caso ("Oggetti trovati" del 1951, "Il mare come artigiano" del 1953)
- il gioco (i "Giocattoli d'artista" del 1952)
- gli oggetti immaginari (le "Scritture illeggibili di popoli sconosciuti", del 1947, il "Museo immaginario delle isole Eolie" a Panarea del 1955, le "Forchette parlanti" del 1958, i "Fossili del 2000" del 1959)

Nel 1949 iniziò a realizzare i "libri illeggibili", libri dove le parole spariscono per lasciare spazio alla fantasia di coloro che sapranno immaginare altri discorsi leggendo carte di colori diversi, strappi, fori e fili che attraversano le pagine. La serie dei libri illeggibili continuò fino al 1988, mentre del 1954 è la sua fontana per la Biennale di Venezia.
Negli anni sessanta, grazie all'adozione di tutte le nuove tecnologie disponibili al grande pubblico (proiettori, fotocopiatrici, cineprese), l'attività artistica di Munari divenne un'enciclopedia dell'arte fai-da-te, dove ogni opera conteneva l'implicito messaggio per l'osservatore "prova anche tu": xerografie, studi sul movimento, fontane, strutture flessibili, illusioni ottiche, film sperimentali ("I colori nella luce", del 1963, comprendeva musiche di Luciano Berio). Nel 1962 organizzò la prima esposizione di arte programmata, presso il negozio Olivetti di Milano.
Nel 1969 Munari, preoccupato della errata considerazione critica del suo lavoro artistico, tuttora spesso confuso con altri generi (didattica, design, graphic design) ha scelto la storica d'arte Miroslava Hájek per curare una selezione delle sue opere d'arte più importanti. La raccolta, strutturata cronologicamente, illustra la sua continua creatività, coerenza tematica e l'evoluzione della sua filosofia estetica fino alla sua morte.
Durante gli anni settanta, dato il maggiore interesse rivolto alla didattica vera e propria e alla scrittura, la produzione artistica in senso stretto si andò diradando, per riprendere solo alla fine del decennio. Nel 1979 ricevette dal Teatro comunale di Firenze l'incarico di realizzare la partitura cromatica dell'opera sinfonica Prometheus di Aleksandr Nikolaevič Skrjabin. L'opera con l'allestimento cromatico, creato in collaborazione con Davide Mosconi e Piero Castiglioni, fu quindi rappresentata nel marzo del 1980.
Negli anni ottanta e novanta Munari prosegue nell'esplorazione creativa con gli "olii su tela" (del 1980 e riproposti con una sala personale alla Biennale di Venezia nel 1986), le sculture "filipesi" nel 1981, i "rotori" nel 1989 e le sculture "alta tensione" del 1990-91,  alcune installazioni pubbliche di grandi dimensioni nel 1992-96, gli ideogrammi materici "alberi" del 1993.
Nelle ultime opere si va accentuando la dimensione privata, che ha un riscontro parallelo nella vasta produzione di libri a tiratura limitata stampati con Maurizio Corraini per amici e bibliofili.

### Collaborazione con la rivista "Domus"
Bruno Munari, tra la fine degli anni Quaranta e l’inizio degli anni Cinquanta, sarà travolto da un’esplosione creativa che condurrà alla genesi di importanti opere, tra cui le macchine inutili e le pitture negative-positive, astratte e segniche. Tutte queste sperimentazioni contribuiscono, anche se con pesi differenti, alla progettazione e realizzazione di alcune copertine per la rivista “Domus”, facilmente collocabili nella corrente dell’Arte concreta. Quest’ultima, a differenza dell’astrattismo puro, ritiene che il soggetto sia la pittura stessa, ovvero forme e colori liberamente inventati. 

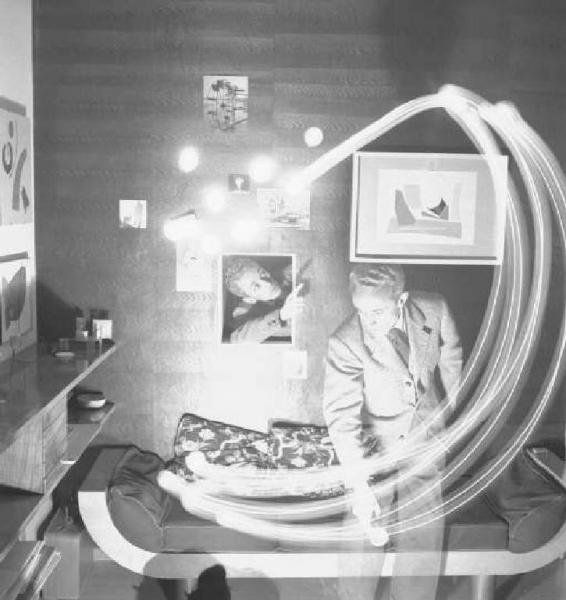
Bruno Munari fotografato da Federico Patellani, 1950

“Arte concreta è quindi quella che fa vedere la natura interiore dell'uomo o della donna, il pensiero umano, la sensibilità, l'estetica, il senso dell'equilibrio e tutto ciò che fa parte della natura interiore, altrettanto natura di quella esteriore.”
L'astrattismo concreto propone dunque forme autonome, che non sono figure della realtà, ma realtà autonome esse stesse, realtà concrete. Tra le diverse copertine realizzate dall’autore si distinguono la n°357, n°361, n°367, nelle quali i soggetti centrali sono figure base, quali quadrati e rettangoli, disposti singolarmente in linee di successione. In tutte e tre le riviste sono presenti il nero ed il bianco, affiancati rispettivamente al giallo, alla combinazione di rosso e verde e al grigio, con campiture piatte che rimandano fortemente alle macchine inutili. Grazie a questa scelta espressiva le forme sembrano muoversi sospese nello spazio, come se fossero unite da un sottile filo di nylon; ma, allo stesso tempo, appaiono indipendenti tra di loro, concorrendo alla realizzazione di un movimento apparente.
L’instabilità percettiva è ricercata dunque da Munari con accostamenti di forme basilari e colori primari opposti, verso il superamento di ogni regola legata al supporto o ai materiali utilizzati. Tuttavia, al fine di comprendere le scelte effettuate dall’artista, è necessario far riferimento alle sue opere positivo-negative. In queste ultime ogni forma e ogni parte della composizione sta in primo piano o sullo sfondo a seconda della lettura di chi guarda. Valgono i seguenti principi:
- dietro le forme concrete non c'è più nessuno sfondo;
- ogni forma che è nel quadro ha un esatto valore compositivo, il quadro vive in ogni punto;
- ogni elemento che compone il quadro deve poter essere considerato il "soggetto";
- non ci deve essere un soggetto posato sullo sfondo.
La strutturazione dell’opera su questi principi comporta appunto un’instabilità percettiva nella composizione, ottenuta dal modo in cui le linee tracciate la suddividono. Questo causa l’annullamento dello sfondo rispetto alle figure in primo piano.
L'assenza di uno sfondo è fondamentale per ottenere una parità e una complanarità tra le forme disegnate, come spiega l’artista stesso nello scritto: “I negativi positivi”:
“la linea è un confine tra due forme equivalenti
la figura e il fondo si equivalgono
A e B assieme in un quadrato, o anche isolate
L'effetto che ne risulta fa sì che ogni forma che compone l'opera sembra che si sposti, che avanzi o che vada indietro nello spazio ottico percettivo dello spettatore, creando una dinamica cromatica, una instabilità ottica secondo come lo spettatore prende in considerazione ogni forma.”
Nel caso specifico della copertina n°357 di ”Domus” lo sfondo viene scisso in fasce verticali dalle linee di quadrati affiancate e sovrapposte, mentre è diviso in fasce orizzontali dalla spaziatura tra i quadrati di una stessa riga. Come appena illustrato, la figura del quadrato è essenziale in questa rivista quanto nelle altre, poiché è l'elemento base con il quale vengono costruite le forme negative positive; queste sembrano in primo piano o meno a seconda di cosa percepisce l'osservatore, un po' come in una scacchiera (anche se il bianco e il nero in questo caso sono equivalenti, mentre nei positivi-negativi c'è una sproporzionalità di spazio e colore). Un altro motivo per cui il quadrato riveste un ruolo particolarmente importante nella produzione del grafico è che grazie alle sue caratteristiche strutturali offre uno scheletro armonico su cui fissare la costruzione artistica, tant’è che Munari stesso lo ritiene elemento principe di ogni epoca e stile.
Interessante è anche l’influenza che la pittura di Mondrian esercitò su Munari, infatti molte delle sue caratteristiche sono rintracciabili anche in queste composizioni, come ad esempio:
-        la presenza di forme elementari;
-        l’asimmetria della composizione;
-        la presenza di molto spazio bianco e di vuoto.
Tuttavia, l’artista va oltre l’essenzialità minimalista di Mondrian:  il negativo-positivo, infatti, è concettualmente più un progetto che una pittura. In queste nuove opere non c'è più alcuna sensazione di profondità e di espressione, e le tinte sono piatte; perciò i negativi-positivi potrebbero essere "letti" come architetture di forme-colori. Questo concetto è sintetizzato da una frase di Munari stesso: "Un azzurro non è un cielo, un verde non è un prato, anche se dentro di noi questi colori risvegliano sensazioni di cieli e di prati. L'opera d'arte concreta non è più nemmeno definibile nelle categorie pittura, scultura ecc.: è un oggetto che si può appendere al muro o al soffitto, o appoggiare per terra. Qualche volta può assomigliare a un quadro o a una scultura (nel senso moderno) ma non ha niente in comune con questi".
In quest’ultima copertina, la n°361, è evidente la predilezione dell’artista per l’accostamento di colori complementari: in questo caso vengono associati il rosso e il verde. Questa scelta non è casuale, ma riconducibile alla teoria dei negativi-positivi, in quanto Munari ritiene che l’associazione di elementi contrastanti possa donare alla composizione una particolare armonia. Da tenere in considerazione è anche la passione di Munari per la cultura orientale, dalla quale riprende il concetto di Yin e Yang, che rappresentano l'unità formata dall'equilibrio di due forze opposte, uguali e contrarie. Questa unità si concretizza in un disco dinamico costituito da due forme rotanti in senso opposto (b/n). "Yang è la forza positiva: è maschile, è il calore, la durezza, la fermezza, la luce, il sole, il fuoco, il rosso, la base di una collina, la sorgente di un fiume. Yin è il principio negativo: è femminile, è il misterioso, il soffice, l'umido, il segreto, lo scuro, l'evanescente, il torbido e l'inattivo, è l'ombra nord di una collina, è la foce di un fiume. Yang e Yin sono presenti in tutte le cose (…). È l'equilibrio delle forze opposte: la fatica alternata al riposo, la luce al buio, il sì al no.”
“Nella sua retina un eccesso di luce rossa provoca immagini verdi (…)” .

### Design industriale
(Bruno Munari, Artista e designer, 1971)
(Bruno Munari, a proposito della lampada Falkland)
Come libero professionista, Munari ha disegnato dal 1935 al 1992 diverse decine di oggetti d'arredamento (tavoli, poltrone, librerie, lampade, posacenere, carrelli, mobili combinabili, ecc.), la maggior parte dei quali per Bruno Danese. E proprio nel campo del disegno industriale Munari ha creato i suoi oggetti di più grande successo, come il giocattolo scimmia Zizi (1953), la "scultura da viaggio" pieghevole, per ricreare un ambiente estetico familiare nelle anonime camere d'albergo (1958), il portapenne Maiorca e il posacenere Cubo (1958), la Lampada Falkland, l'Abitacolo (1971) e la lampada Dattilo (1978).
Oltre alla progettazione di oggetti d'arredamento, Munari realizzò anche allestimenti di vetrine (La Rinascente, 1953), abbinamenti di colori per le vernici delle automobili (Montecatini, 1954), elementi espositivi (Danese, 1960, Robots, 1980), e persino dei tessuti (Assia, 1982). A 90 anni, firmò la sua ultima opera, l'orologio "Tempo libero" Swatch, del 1997.

### Libri e grafica editoriale
La produzione editoriale di Munari si estende per settant'anni, dal 1929 al 1998, e comprende libri veri e propri (saggi tecnici, poesie, manuali, libri "artistici", libri per bambini, testi scolastici), libri-opuscolo pubblicitari per varie industrie, copertine, sopraccoperte, illustrazioni, fotografie. In tutte le sue opere, è presente un forte impulso sperimentale, che lo spinge a esplorare forme insolite e innovative a partire dall'impaginazione, dai Libri illeggibili senza testo, all'ipertesto ante litteram di opere divulgative come il famoso Artista e designer (1971).
Alla sua vasta produzione come autore vanno aggiunte infine le numerose copertine e illustrazioni per libri di Gianni Rodari, Nico Orengo e altri.
Per valutare l'impatto che l'opera di progettazione di Munari ha avuto sull'immagine della cultura in Italia, si può prendere ad esempio l'opera per l'editore Einaudi. Munari realizzò con Max Huber tra il 1962 e il 1972 la grafica delle collane Piccola Biblioteca (con il quadrato colorato in alto), Nuova Universale (con le strisce orizzontali rosse), Collezione di poesia (con i versi su fondo bianco in copertina), Nuovo Politecnico (con il quadrato rosso centrale), Paperbacks (con il quadrato blu centrale), Letteratura, Centopagine, e delle opere in più volumi (Storia d'Italia, Enciclopedia, Letteratura italiana, Storia dell'arte italiana).
Tra le altre realizzazioni grafiche di grande successo, si ricordano la Nuova Biblioteca di Cultura e le Opere di Marx-Engels per Editori Riuniti, e due collane di saggi per Bompiani.
Nel 1974, insieme a Bob Noorda, Pino Tovaglia e Roberto Sambonet ha progettato il marchio e l'immagine coordinata della Regione Lombardia.

### Giochi didattici e laboratori
(Bruno Munari, Arte come mestiere, 1966)
Dal 1988 al 1992 Munari collabora in prima persona ai laboratori didattici del Centro per L'arte contemporanea Luigi Pecci di Prato, formando il personale interno, ovvero Barbara Conti e Riccardo Farinelli, che porteranno avanti e coordineranno i laboratori museali in maniera continuativa fino al 2014, quando la Direzione del Pecci decide la soppressione delle attività didattiche munariane.
- Le costruzioni in legno "Scatola di architettura" per Castelletti (1945)
- I giocattoli Gatto Meo (1949) e Scimmietta Zizì (1953) per Pirelli
- Dal 1959 al 1976, svariati giochi per Danese (Proiezioni dirette, ABC, Labirinto, Più e meno, Metti le foglie, Strutture, Trasformazioni, Dillo coi segni, Immagini della realtà)
- Le mani guardano (1979), Milano
- Primo laboratorio per bambini all'Accademia di Belle Arti di Brera di Milano (1977)
- Laboratorio "Giocare con l'arte" al Museo internazionale delle ceramiche di Faenza (1981) in collaborazione con Gian Carlo Bojani.
- I laboratori per bambini del Kodomo no shiro (Castello dei bambini) di Tokyo (1985)
- Giocare con l'arte (1987) Palazzo Reale, Milano
- Giocare con la natura (1988) Museo di Storia Naturale, Milano
- Giocare con l'arte (1988) Centro per l'arte contemporanea Luigi Pecci, Prato, laboratori permanenti
- Ritrovare l'infanzia (1989) Fiera Milano, Laboratori dedicati alla terza età, Milano
- Un fiore con amore (1991) Giocare con Munari al Laboratorio di Beba Restelli
- Giocare con la fotocopiatrice (1991) Giocare con Munari al Laboratorio di Beba Restelli
- Il "Libro letto", trapunta scritta che è sia libro che letto (1993) per Interflex
- Lab-Lib (1992) Giocare con Munari al Laboratorio di Beba Restelli
- Giocare con la puntatrice (1994) Giocare con Munari al Laboratorio di Beba Restelli
- Tavole Tattili (1995) Giocare con Munari al Laboratorio di Beba Restelli

## Premi e riconoscimenti
- Premio "Compasso d'Oro" dell'Associazione per il Disegno Industriale (1954, 1955, 1979)
- Medaglia d'oro della Triennale di Milano per i libri illeggibili (1957)
- Premio Andersen come miglior autore per l'infanzia (1974)
- Menzione onorevole dell'Accademia delle Scienze di New York (1974)
- Premio grafico Fiera di Bologna per l'infanzia (1984)
- Premio della Japan Design Foundation, "per l'intenso valore umano del suo design" (1985)
- Premio LEGO "per il suo eccezionale contributo allo sviluppo della creatività nei bambini" (1986)
- Premio "Spiel Gut" di Ulma (1971, 1973, 1987)
- Premio Feltrinelli ex aequo per la Grafica (1988), conferitogli dall'Accademia dei Lincei
- Laurea honoris causa in architettura dall'Università di Genova (1989)
- Socio Onorario dell'Accademia di Belle Arti di Brera - Premio Marconi (1992)
- Cavaliere di Gran Croce (1994)
- "Compasso d'oro" alla carriera (1995)
- Membro onorario della Harvard University

## Bruno Munari nei musei
- Museo d'arte MAGA di Gallarate (VA)
- MART - Museo di arte moderna e contemporanea di Trento e Rovereto (Provincia di Trento)

## Mostre selezionate
- Bruno Munari. Tutto, (2023), a cura di Marco Meneguzzo, Fondazione Magnani-Rocca, Mamiano di Traversetolo, Parma
- PataAsemica, (2023), a cura di Duccio Scheggi, Marco Garofalo e Giuseppe Calandriello, Stecca 3, Milano
- Bruno Munari, (2022), a cura di Manuel Fontán Del Junco, Marco Meneguzzo e Aida Capa, Fundación Juan March, Madrid
- Tra Munari e Rodari, (2020), Palazzo delle Esposizioni, Roma
- XXXV Biennale di Venezia, (1970), Venezia
- XXXIII Biennale di Venezia, (1966), Venezia

## Libri di Bruno Munari

### Design e comunicazione visiva
(Bruno Munari, "Fenomeni bifronti", 1993)
- Tavolozza di possibilità grafiche, con Ricas - Muggiani editore (1935)
- Fotocronache di Munari - Domus (1944)
- Supplemento al dizionario italiano - Carpano (1958)
- Le forchette di Munari - La Giostra (1958)
- La scoperta del quadrato - Scheiwiller (1960)
- Teoremi sull'arte - Scheiwiller (1961)
- Vetrine negozi italiani - Editrice L'ufficio moderno (1961)
- Good design - Scheiwiller (1963)
- La scoperta del cerchio - Scheiwiller (1964)
- Arte come mestiere - Laterza (1966)
- Design e comunicazione visiva - Laterza (1968)
- Artista e designer - Laterza (1971)
- Codice ovvio - Einaudi (1971)
- La scoperta del triangolo - Zanichelli (1976)
- Fantasia - Laterza (1977)
- Xerografie originali - Zanichelli (1977)
- Guida ai lavori in legno - Mondadori (1978)
- Da cosa nasce cosa - Laterza (1981)
- Il laboratorio per bambini a Brera - Zanichelli (1981)
- Il laboratorio per bambini a Faenza al museo internazionale delle ceramiche - Zanichelli (1981)
- Ciccì Coccò - FotoSelex (1982)
- Uno spettacolo di luce - Zanichelli (1984)
- I laboratori tattili - Zanichelli (1985)
- Direzione sorpresa, con Mario De Biasi - Cordani (1986)
- Giochi e grafica - comune di Soncino (1990)
- Il dizionario dei gesti italiani - adnkronos libri (1994)
- Il castello dei bambini a Tokyo - Einaudi (1995)
- Spazio abitabile 1968-1996 - Stampa Alternativa (1996)
- Supplemento al Dizionario Italiano, Mantova, Italy, Corraini. (2014)

### Libri di ricerca
In questa categoria i pochi libri di poesia sono raggruppati con tutti i volumi "d'artista" o comunque non convenzionali, stampati spesso in tirature limitate, o in edizioni fuori commercio.
- Libri illeggibili - Libreria Salto (1949)
- Libro illeggibile n. 8 - (1951)
- Libro illeggibile n. 12 - (1951)
- Libro illeggibile n. 15 - (1951)
- Libro illeggibile - (1952)
- An unreadable quadrat-print - Hilversum (1953)
- Sei linee in movimento - (1958)
- Libro illeggibile n. XXV - (1959)
- Libro illeggibile con pagine intercambiabili - (1960)
- Libro illeggibile n. 25 - (1964)
- Libro illeggibile 1966 - Galleria dell'Obelisco (1966)
- Libro illeggibile N.Y.1 - The Museum of Modern Art (1967)
- Guardiamoci negli occhi - Giorgio Lucini editore (1970)
- Libro illeggibile MN1 - Corraini (1984)
- La regola e il caso - Mano (1984)
- I negativi-positivi 1950 - Corraini (1986)
- Munari 80 a un millimetro da me - Scheiwiller (1987)
- Libro illeggibile MN1 - Corraini (1988)
- Libro illeggibile 1988-2 - Arcadia (1988)
- Simultaneità degli opposti - Corraini (1989)
- Alta tensione - Vismara Arte (1990)
- Libro illeggibile NA-1 - Beppe Morra (1990)
- Strappo alla regola - (1990)
- Amici della Sincron - Galleria Sincron (1991)
- Rito segreto - Laboratorio 66 (1991)
- Metamorfosi delle plastiche - Triennale di Milano (1991)
- Alla faccia! Esercizi di stile - Corraini (1992)
- Libro illeggibile MN3. Luna capricciosa - Corraini (1992)
- Saluti e baci. Esercizi di evasione - Corraini (1992)
- Viaggio nella fantasia - Corraini (1992)
- Pensare confonde le idee - Corraini (1992)
- Aforismi riciclati - Pulcinoelefante (1991)
- Verbale scritto - il melangolo (1992)
- Fenomeni bifronti - Etra/Arte (1993)
- Libro illeggibile MN4 - Corraini (1994)
- Tavola tattile - Alpa Magicla (1994)
- Mostra collettiva di Bruno Munari - Corraini (1994)
- Adulti e bambini in zone inesplorate - Corraini (1994)
- Contanti affettuosissimi auguri - NodoLibri (1994)
- Aforismi - Pulcinoelefante (1994)
- Libro illeggibile MN5 - Corraini (1995)
- Il mare come artigiano - Corraini (1995)
- Emozioni - Corraini (1995)
- A proposito di torroni - Pulcinoelefante (1996)
- Prima del disegno - Corraini (1996)
- Ma chi è Bruno Munari? - Corraini (1996)
- Segno & segno - Etra/arte (1996)

### Libri per l'infanzia
(Bruno Munari, in Domus n.760, 1994)
- Movo: modelli volanti e parti staccate - Grafitalia (1940)
- Mondo aria acqua terra - (1940)
- Le macchine di Munari - Einaudi (1942)
- Abecedario di Munari - Einaudi (1942)
- Scatola di architettura - Castelletti (1945)
- Mai contenti - Mondadori (1945)
- L'uomo del camion - Mondadori (1945)
- Toc toc - Mondadori (1945)
- Il prestigiatore verde - Mondadori (1945)
- Storie di tre uccellini - Mondadori (1945)
- Il venditore di animali - Mondadori (1945)
- Gigi cerca il suo berretto - Mondadori (1945)
- Che cos'è l'orologio - Editrice Piccoli (1947)
- Che cos'è il termometro - Editrice Piccoli (1947)
- Meo il gatto matto - Pirelli (1948)
- Acqua terra aria - Orlando Cibelli Editore (1952)
- Nella notte buia - Muggiani (1956)
- L'alfabetiere - Einaudi (1960)
- Bruno Munari's ABC - World Publishing Company (1960)
- Bruno Munari's Zoo - World Publishing Company (1963)
- La torta in cielo - Einaudi (1966)
- Nella nebbia di Milano - Emme edizioni (1968)
- Da lontano era un'isola - Emme edizioni (1971)
- L'uccellino Tic Tic, con Emanuele Luzzati - Einaudi (1972)
- Cappuccetto Verde - Einaudi (1972)
- Cappuccetto Giallo - Einaudi (1972)
- Dove andiamo?, con Mari Carmen Diaz - Emme edizioni (1973)
- Un fiore con amore - Einaudi (1973)
- Un paese di plastica, con Ettore Maiotti - Einaudi (1973)
- Rose nell'insalata - Einaudi (1974)
- Pantera nera, con Franca Capalbi - Einaudi (1975)
- L'esempio dei grandi, con Florenzio Corona - Einaudi (1976)
- Il furbo colibrì, con Paola Bianchetto - Einaudi (1977)
- Disegnare un albero - Zanichelli (1977)
- Disegnare il sole - Zanichelli (1980)
- I prelibri (12 libri) - Danese (1980)
- Cappuccetto Rosso Verde Giallo Blu e Bianco - Einaudi (1981)
- Tantagente - The Museum of Modern Art (1983)
- Il merlo ha perso il becco, con Giovanni Belgrano - Danese (1987)
- La favola delle favole - Publi-Paolini (1994)
- La rana Romilda - Corraini (1997)
- Il prestigiatore giallo - Corraini (1997)
- Buona notte a tutti - Corraini (1997)
- Cappuccetto bianco - Corraini (1999)

### Libri per la scuola
- Tec 90 - Minerva Italica (1990)
- L'occhio e l'arte - Ghisetti e Corvi (1992)
- Metodi modelli e tecniche - Minerva Italica (1993)
- Suoni e idee per improvvisare - Ricordi (1995)
- Modulart - Atlas (1999)

### Pubblicità e industria
- Il linoleum, con Ricas - Società del linoleum (1938)
- L'idea è nel filo - Bassetti (1964)
- Xerografia - Rank Xerox (1972)
- Alfabeto Lucini - Lucini (1987)
- Occhio alla luce - Osram (1990)

### Film su Bruno Munari
- La collina del cinema - Andrea Piccardo (1995)
- Nello studio con Munari - Andrea Piccardo (2007)

### Album musicali per Bruno Munari
- Opera riparata. A tribute to Bruno Munari (2012) - Filippo Paolini aka Økapi e la Aldo Kapi Orchestra
- Il collettivo di musicisti torinesi "Lastanzadigreta" nel 2020 ha pubblicato l'album "Macchine inutili", ispirato alle macchine inutili di Munari.